# Movistar Team/2014

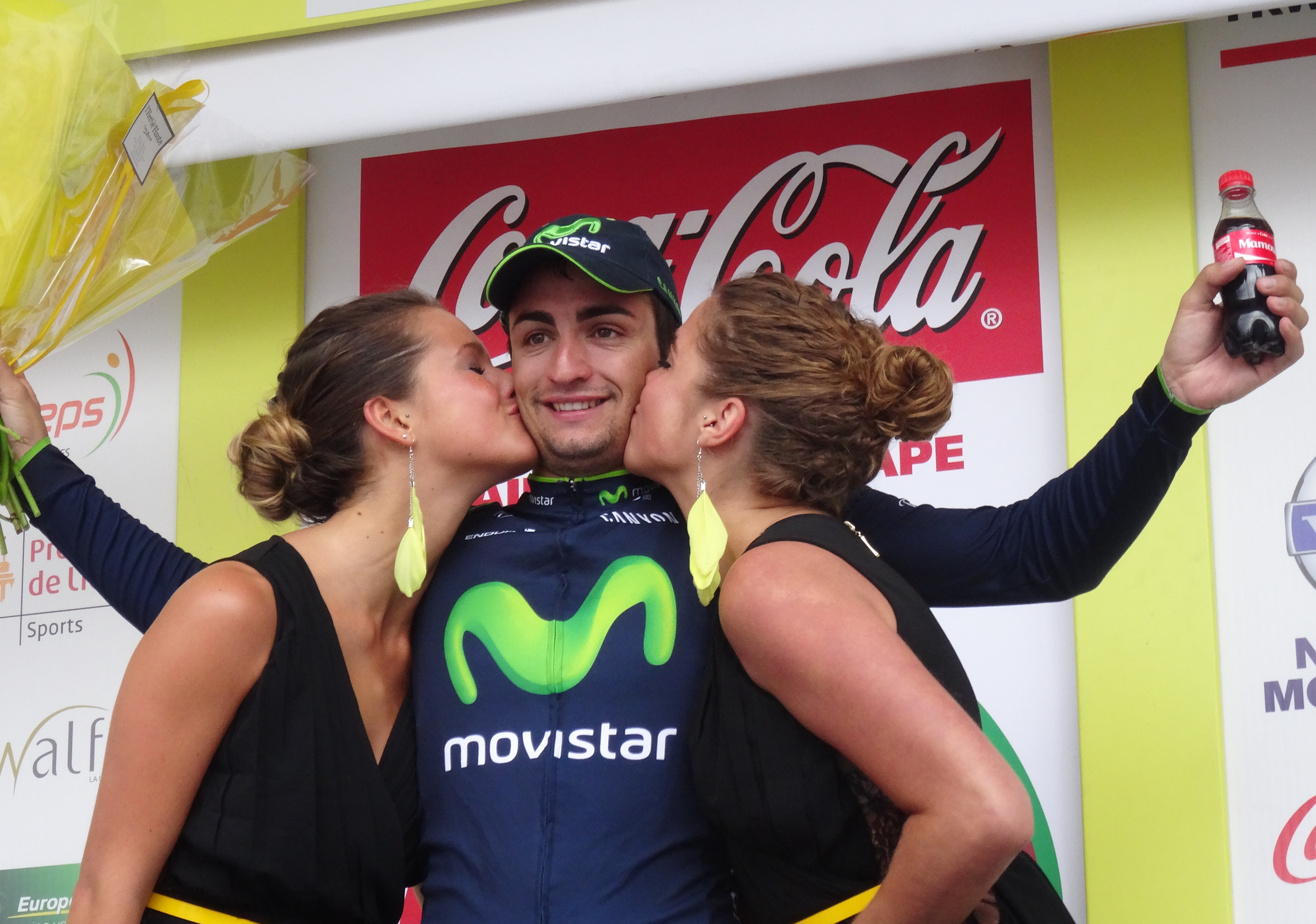
Juan José Lobato.

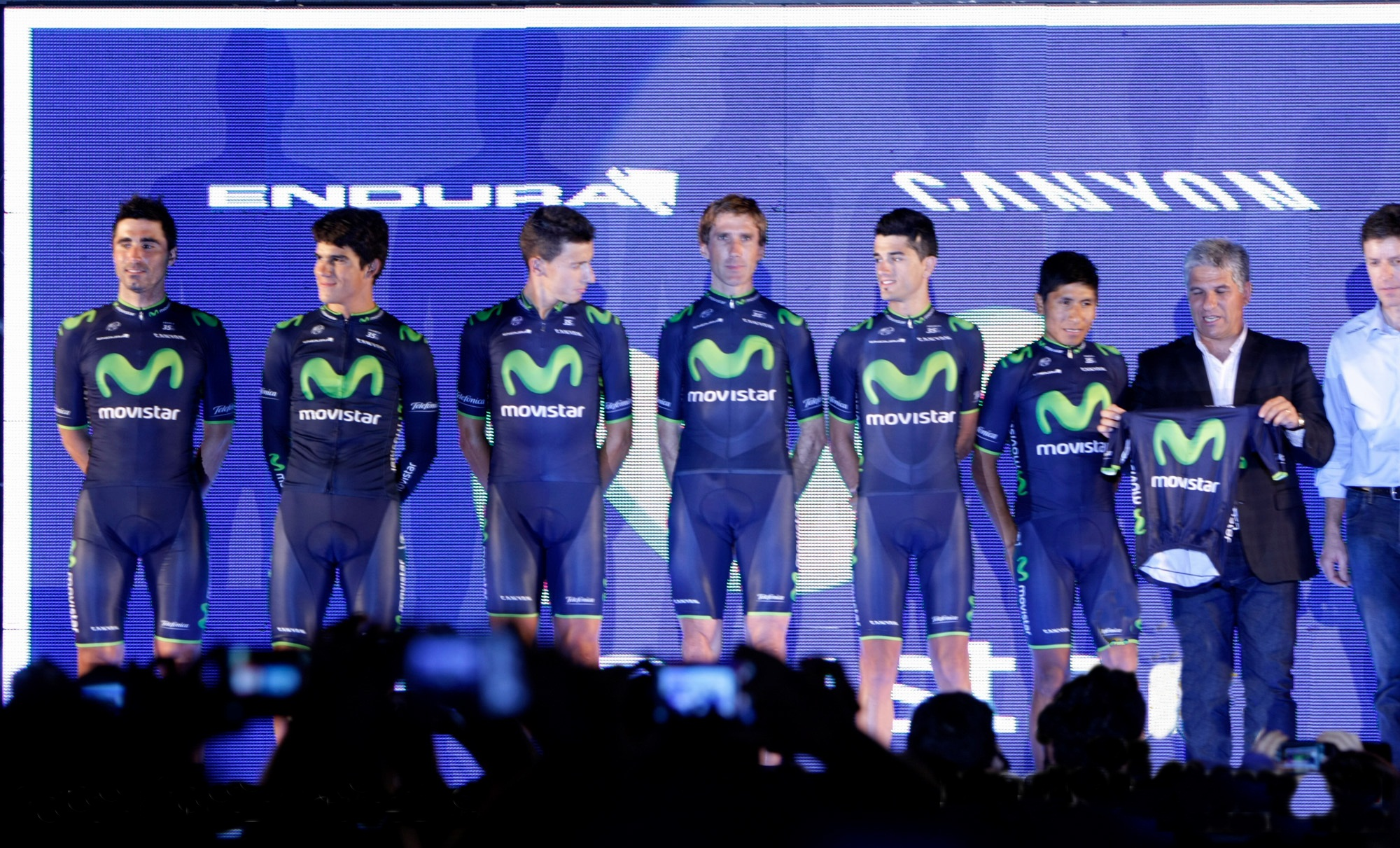
Movistar Team.

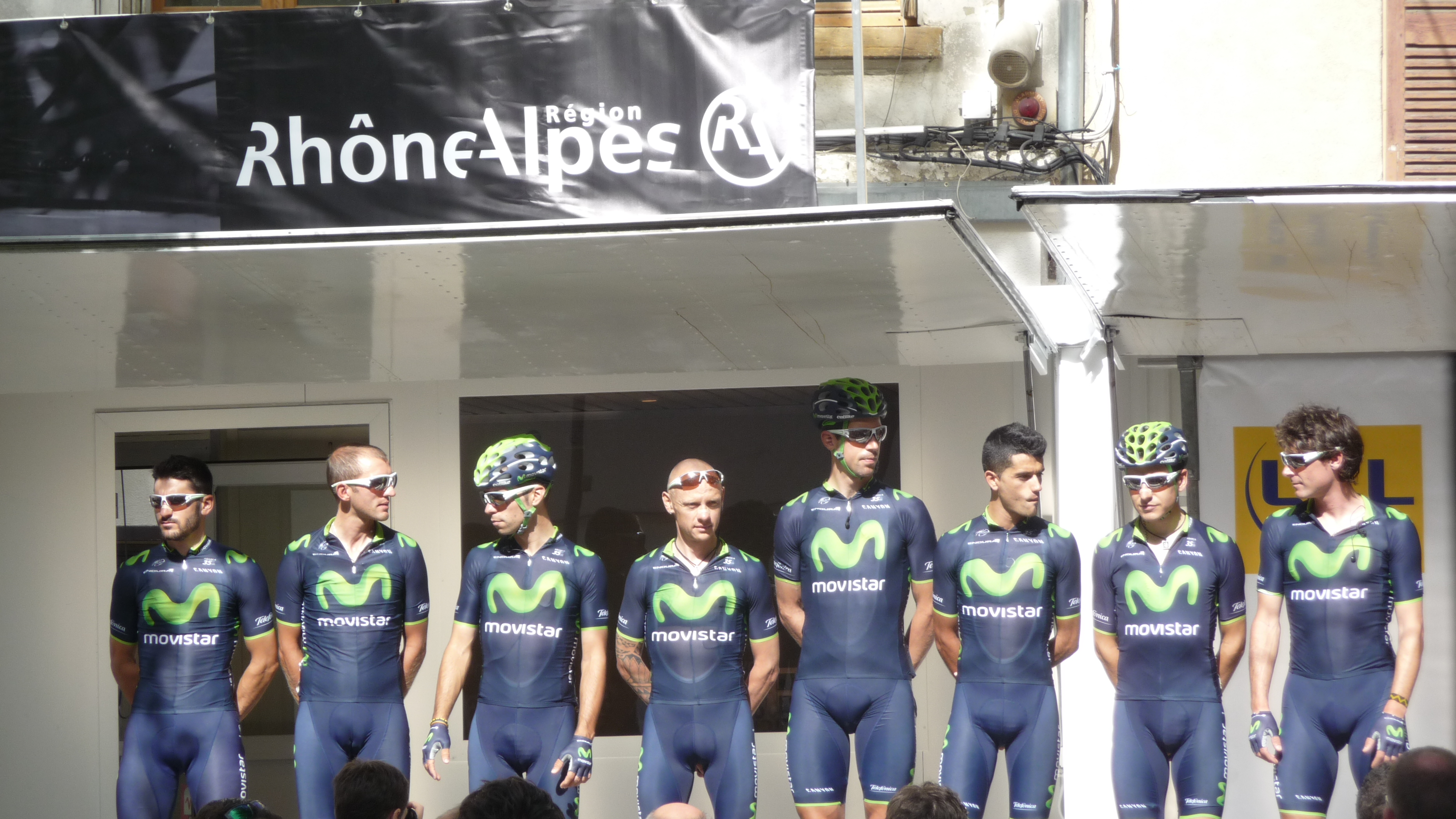

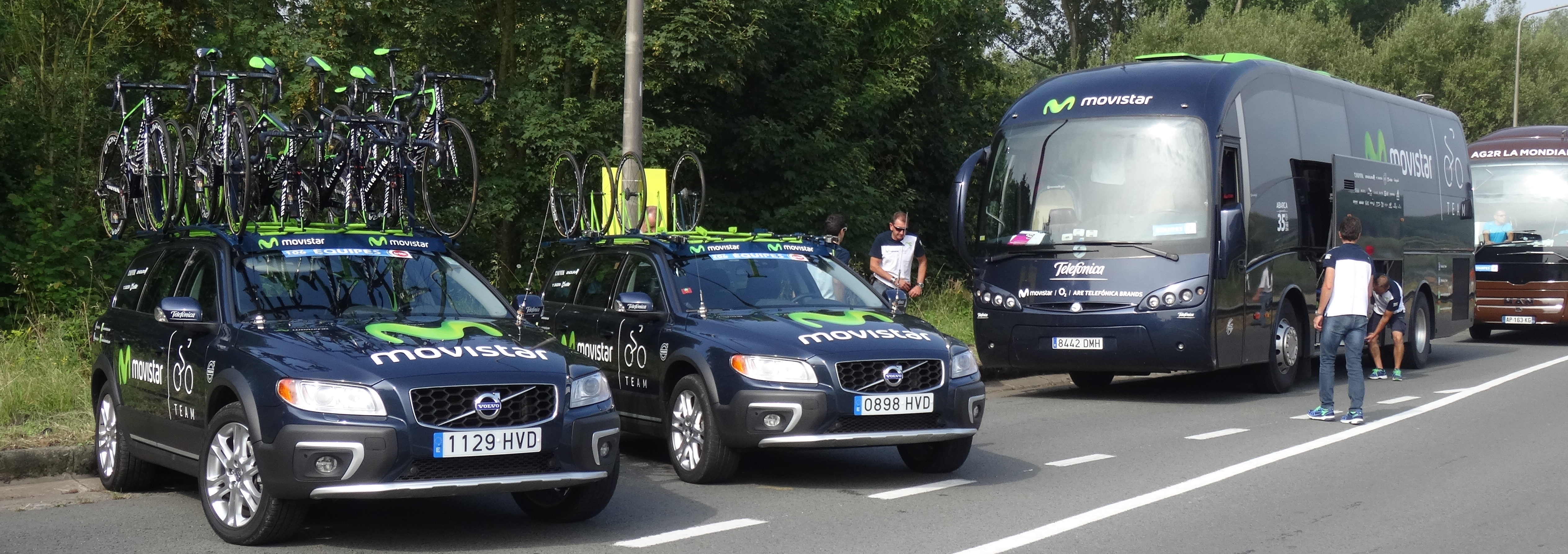

Deze pagina geeft een overzicht van de Movistar Team ProTeam-wielerploeg in  2014.

## Algemeen
Hoofdsponsor: Telefónica
Algemeen Manager: Eusebio Unzue
Ploegleiders: José Luis Arrieta, Alfonso Galilea, José Vicente García Acosta, José Luis Jaimerena, José-Luis Laguia
Fietsen: Canyon
Onderdelen: Campagnolo
Banden: Continental
Kleding: Endura
Kopmannen: Nairo Quintana, Alejandro Valverde

## Renners
| Naam                 | Geboortedatum | Nationaliteit       | Ploeg 2013                  |
| -------------------- | ------------- | ------------------- | --------------------------- |
| Andrey Amador        | 29-08-1986    | Costa Rica          |                             |
| Igor Antón           | 02-03-1983    | Spanje              | Euskaltel-Euskadi           |
| Eros Capecchi        | 13-06-1986    | Italië              |                             |
| Jonathan Castroviejo | 27-04-1987    | Spanje              |                             |
| Alex Dowsett         | 03-10-1988    | Verenigd Koninkrijk |                             |
| Imanol Erviti        | 15-18-1983    | Spanje              |                             |
| John Gadret          | 22-04-1979    | Frankrijk           | AG2R-La Mondiale            |
| José Iván Gutiérrez  | 27-11-1978    | Spanje              |                             |
| Jesús Herrada        | 26-07-1990    | Spanje              |                             |
| José Herrada         | 01-10-1985    | Spanje              |                             |
| Beñat Intxausti      | 20-03-1986    | Spanje              |                             |
| Gorka Izagirre       | 07-10-1987    | Spanje              | Euskaltel-Euskadi           |
| Jon Izagirre         | 04-02-1989    | Spanje              | Euskaltel-Euskadi           |
| Pablo Lastras        | 20-01-1976    | Spanje              |                             |
| Juan José Lobato     | 29-12-1988    | Spanje              | Euskaltel-Euskadi           |
| Adriano Malori       | 28-01-1988    | Italië              | Lampre-Merida               |
| Javier Moreno        | 18-07-1984    | Spanje              |                             |
| Rubén Plaza          | 29-02-1980    | Spanje              |                             |
| Dayer Quintana       | 10-08-1992    | Colombia            |                             |
| Nairo Quintana       | 04-02-1990    | Colombia            |                             |
| José Joaquín Rojas   | 08-08-1985    | Spanje              |                             |
| Enrique Sanz         | 10-09-1989    | Spanje              |                             |
| Jasha Sütterlin      | 04-11-1992    | Duitsland           | Thüringer Energie Team, Neo |
| Sylwester Szmyd      | 12-03-1978    | Polen               |                             |
| Alejandro Valverde   | 25-04-1980    | Spanje              |                             |
| Francisco Ventoso    | 06-05-1982    | Spanje              |                             |
| Giovanni Visconti    | 13-01-1983    | Italië              |                             |

### Vertrokken
| Renner           | Team 2014              |
| ---------------- | ---------------------- |
| Eloy Teruel      | Jamis-Hagens Berman    |
| Ángel Madrazo    | Caja Rural-Seguros RGA |
| Rui Costa        | Lampre-Merida          |
| Juan José Cobo   | Torku Şeker Spor       |
| Vladimir Karpets | Onbekend               |
| Argiro Ospina    | Onbekend               |

## Overwinningen
Cyclocross Liévin (a)
Winnaar: John Gadret
Ronde van San Luis
4e etappe: Nairo Quintana
5e etappe (ITT): Adriano Malori
Eindklassement: Nairo Quintana
Bergklassement: Nairo Quintana
Ruta del Sol
Proloog: Alejandro Valverde
1e etappe: Alejandro Valverde
2e etappe: Alejandro Valverde
Eindklassement: Alejandro Valverde
Puntenklassement: Alejandro Valverde
Ronde van Murcia
Winnaar: Alejandro Valverde
Roma Maxima
Winnaar: Alejandro Valverde
Parijs-Nice
Ploegenklassement
Tirreno-Adriatico
7e etappe (ITT): Adriano Malori
Jongerenklassement: Nairo Quintana
Grote Prijs Miguel Indurain
Winnaar: Alejandro Valverde
Ronde van de Sarthe
3e etappe (ITT): Alex Dowsett
Waalse Pijl
Winnaar: Alejandro Valverde
Ronde van Romandië
Jongerenklassement: José Herrada López
Ploegenklassement
Ronde van Castilië en León
1e etappe: José Joaquín Rojas
Puntenklassement: José Joaquín Rojas
Ronde van Italië
16e etappe: Nairo Quintana
19e etappe (ITT): Nairo Quintana
Eindklassement: Nairo Quintana
Jongerenklassement: Nairo Quintana
Route du Sud
1e etappe: Jesús Herrada
3e etappe: Adriano Malori
Spaans kampioenschap
Wegrit: Jon Izagirre
Tijdrit: Alejandro Valverde
Italiaans kampioenschap
Tijdrit: Adriano Malori
Ronde van Oostenrijk
3e etappe: Dayer Quintana
Prueba Villafranca de Ordizia
Winnaar: Gorka Izagirre
Ronde van Wallonië
3e etappe: Juan José Lobato
Gemenebestspelen
Tijdrit: Alex Dowsett
Clásica San Sebastián
Winnaar: Alejandro Valverde
Ronde van Burgos
1e etappe: Juan José Lobato
3e etappe: Nairo Quintana
Ronde van Spanje
1e etappe: Ploegentijdrit: Jonathan Castroviejo, Alejandro Valverde, Imanol Erviti, José Herrada López, Nairo Quintana, Andrey Amador, Adriano Malori, Javier Moreno, Gorka Izagirre
6e etappe: Alejandro Valverde
21e etappe: Adriano Malori (ITT)
Ronde van Poitou-Charentes
5e etappe: Jesús Herrada López
Cyclocross Verneuil-en-Halatte
Winnaar: John Gadret
Cyclocross Jablines
Winnaar: John Gadret
Mannen: 2003 · 2004 · 2005 · 2006 · 2007 · 2008 · 2009 · 2010 · 2011 · 2012 · 2013 · 2014 · 2015 · 2016 · 2017 · 2018 · 2019 · 2020 · 2021 · 2022 · 2023 · 2024 · 2025
Vrouwen: 2018 · 2019 · 2020 · 2021 · 2022 · 2023 · 2024
AG2R-La Mondiale · Astana · Belkin Pro Cycling · BMC Racing Team · Cannondale Pro Cycling Team · Team Europcar · FDJ · Garmin Sharp · Giant-Shimano · Katjoesja · Lampre-Merida · Lotto-Belisol · Team Movistar · Omega Pharma-Quick-Step · Orica-GreenEdge · Team Sky · Tinkoff-Saxo · Trek Factory Racing